# Isochariesthes arrowi murphyi
Isochariesthes arrowi murphyi es una subespecie de escarabajo longicornio del género Isochariesthes, tribu Tragocephalini, subfamilia Lamiinae. Fue descrita científicamente por Teocchi en 1990.
Se distribuye por Malaui. Mide aproximadamente 10-12 milímetros de longitud. El período de vuelo ocurre en el mes de mayo.